# Laurent Schwartz
Laurent Schwartz, född 5 mars 1915 i Paris, Frankrike, död 4 juli 2002 i Paris, var en fransk matematiker, som åren 1959-1980 var lärare vid École Polytechnique i Paris. Han var pionjär inom fördelningsteorin, som ger en väldefinierad definition till objekt som Diracs delta-funktionen. Han tilldelades Fieldsmedaljen 1950 för sitt arbete med distributionsteorin.

## Biografi
Schwartz kom från en judisk familj av elsassiskt ursprung, med en stark vetenskaplig bakgrund. Hans far var en välkänd kirurg, hans farbror Robert Debré (som bidrog till skapandet av Unicef) var en berömd barnläkare, och hans svärfarbror, Jacques Hadamard, var en berömd matematiker. 
Under sin utbildning vid Lycée Louis-le-Grand för att komma in i École normale supérieure blev han kär i Marie-Hélène Lévy, dotter till probabilisten Paul Lévy som då undervisade vid École polytechnique. De gifte sig 1938. Senare fick de två barn, Marc-André och Claudine. Marie-Hélène var också begåvad i matematik, där hon bidrog till geometrin i singulära analytiska utrymmen och undervisade vid universitetet i Lille. 
Enligt hans lärare var Schwartz en exceptionell student. Han var särskilt begåvad i latin, grekiska och matematik. En av hans lärare sa till hans föräldrar: "Akta er, vissa kommer att säga att er son har en gåva för språk, men han är bara intresserad av den vetenskapliga och matematiska aspekten av språk: han borde bli matematiker." År 1934 antogs han vid École normale supérieure, och 1937 erhöll han agrégationen (med rang 2).
Han arbetade under andra världskriget vid universitetet i Strasbourg (som hade flyttats till Clermont-Ferrand på grund av kriget) under namnet Laurent-Marie Sélimartin, medan Marie-Hélène använde namnet Lengé istället för Lévy. Till skillnad från andra matematiker i Clermont-Ferrand, som Feldau, lyckades paret fly nazisterna.
Bortsett från sitt vetenskapliga arbete var Schwartz en välkänd, frispråkig intellektuell. Som ung socialist påverkad av Leo Trotskij motsatte sig Schwartz Sovjetunionens totalitarism, särskilt under Josef Stalin. Han förkastade dock slutligen trotskismen för demokratisk socialism. Sett från  sina religiösa åsikter kallade Schwartz sig ateist.

## Karriär och vetenskapligt arbete
Schwartz undervisade främst vid École Polytechnique, från 1958 till 1980. I slutet av kriget tillbringade han ett år i Grenoble (1944) och flyttade sedan 1945 till universitetet i Nancy på inrådan av Jean Delsarte och Jean Dieudonné, där han tillbringade sju år. Han var både en inflytelserik forskare och lärare, med elever som Bernard Malgrange, Jacques-Louis Lions, François Bruhat och Alexander Grothendieck men flyttade 1952 till den vetenskapliga fakulteten vid universitetet i Paris. 
År 1958 blev han lärare vid École polytechnique efter att först ha vägrat denna tjänst. Från 1961 till 1963 upphävde École polytechnique hans rätt att undervisa, på grund av att han hade undertecknat manifestet från 121 om Algerietrevolten, en gest som inte uppskattades av Polytechniques militära administration. Schwartz hade dock ett bestående inflytande på matematiken vid École polytechnique, efter att ha omorganiserat både undervisning och forskning där. År 1965 grundade han som dess första chef Centre de mathématiques Laurent-Schwartz (CMLS).
År 1973 valdes han till korresponderande ledamot av den franska vetenskapsakademin och befordrades till fullt medlemskap 1975.

## Matematiskt eftermäle
År 1950 vid ICM var Schwartz plenartalare och tilldelades Fieldsmedaljen för sitt arbete med distribution. Han var den första franska matematikern som fick Fieldsmedaljen. På grund av sin sympati för trotskismen stötte Schwartz på allvarliga problem när han försökte komma in i USA för att ta emot medaljen; dock lyckades han i ändå till sist.
Teorin om fördelningar klargjorde (då) mysterierna med Dirac delta-funktionen och Heavisides stegfunktionen. Det bidrar till att utvidga teorin om Fouriertransformationer och är nu av avgörande betydelse för teorin om partiella differentialekvationer. 
Under hela sitt liv arbetade Schwartz aktivt för att främja vetenskapen och föra den närmare den allmänna publiken. Schwartz sa: "Vad är matematik till hjälp för? Matematik är till hjälp för fysiken. Fysik hjälper oss att göra kylskåp. Kylskåp är gjorda för att innehålla taggig hummer, och taggig hummer hjälper matematiker som äter dem och har därmed bättre förmåga att göra matematik, vilket är till hjälp för fysiken, vilket hjälper oss att göra kylskåp som ..."